# 大手モール
大手モール（おおてモール）は、富山県富山市大手町にある通り名。名前の由来は、かつて富山城にあった大手門の正面に所在した道路であることから。以前より大手町通りと呼ばれており、現在でもこの呼び名で呼ばれることがある。

## 概要

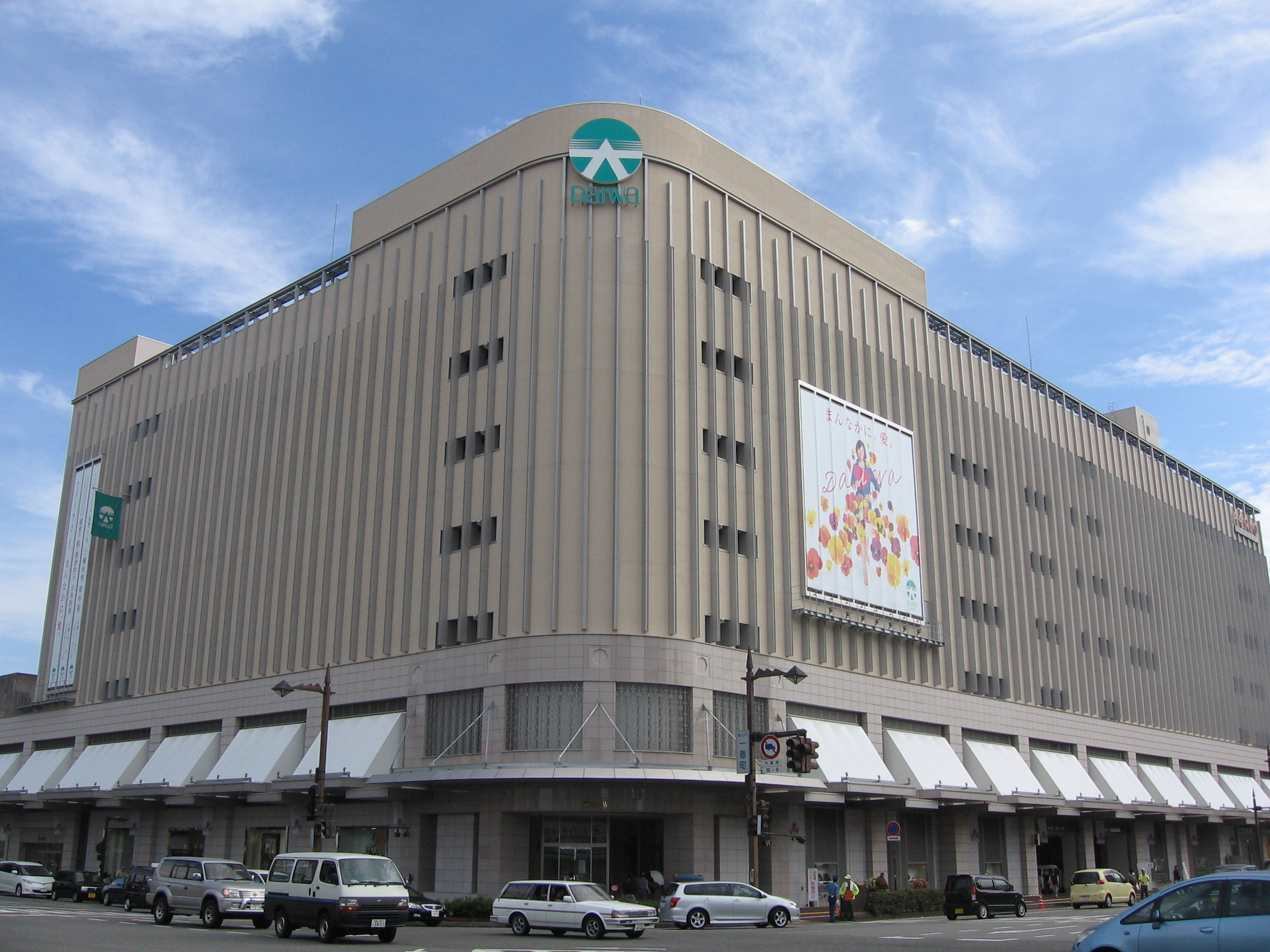
総曲輪フェリオ

富山市の中心部にある長さ約290mの南北に延びる通りで、通り北側の突き当たりには富山城址公園（富山城）があるが、元々は富山城内の、現在は無い二ノ丸と三ノ丸から大手門を繋ぐ通路であり、江戸時代には大手門が現在の富山市民プラザ前あたりにあり、総曲輪（そうがわ）通り商店街西側入り口あたりに枡形が存在した。現在は北側入り口に、富山国際会議場、ANAクラウンプラザホテル富山、中ほどには富山市民プラザといった公共施設やホテル、商店街、南側には総曲輪通り商店街西側入り口と、シネコンを核とした複合商業施設のユウタウン総曲輪などがある。
明治時代に入ると富山城内に富山県庁が置かれたため、柳並木の道路には役所や、病院、郵便局などの公共施設が立ち並び、昭和の時代より富山市公会堂（現在ANAクラウンプラザホテル富山）、旧富山市保健所、旧富山市民病院などの公共施設、新聞社、金融機関など公共性の高い施設が多く立ち並んでいる地区であった。
2009年（平成21年）12月23日には、富山地方鉄道富山軌道線富山都心線（環状線）が開業し大手モールに超低床電車が走ることとなり、それにともなって大手モールには国際会議場前停留場と大手モール停留場が設置された。
また近隣には、総曲輪通り商店街、総曲輪フェリオ（富山大和）、グランドプラザなどがあり、賑わいを見せる。3施設はそれぞれ接続している。

## 周辺の主な施設・店舗
- 富山城址公園
  - 富山城
  - 富山市郷土博物館
- 富山国際会議場（旧 富山市保健所跡）
- ANAクラウンプラザホテル富山（富山市公会堂跡）
- 富山市民プラザ（旧 富山市民病院跡）
- 富山新聞本社
- ホテルドーミーイン富山
- 富山県信用組合本店
- 富山越前町郵便局
- ユウタウン総曲輪
  - JMAX THEATER とやま（シネマコンプレックス）
  - 天然温泉 富山 剱の湯 御宿 野乃
- 総曲輪通り商店街
- 富山商工会議所

## 交通アクセス

### 鉄道・バス
- 富山駅より富山地方鉄道バスで約5分、城址公園前または総曲輪停留所下車
- 富山駅より富山地方鉄道富山軌道線環状線で約10分、国際会議場前停留場または大手モール停留場下車
- 池袋、大阪梅田、名古屋、新潟、仙台、金沢よりそれぞれ高速バスで総曲輪停留所下車

### 自家用車
- 富山ICより国道41号を経由し約15分
- 国道8号富山高岡バイパスより県道172号または県道30号を南下し約15分

## 別名
- 大手町通り（富山市）